# Teresa Guiluz i Vidal
Teresa Guiluz i Vidal (Vilanova i la Geltrú, 1966) és una escriptora catalana de literatura infantil.
Amb la novel·la L'extraordinari cas dels objectes apareguts, Teresa Guiluz va guanyar el premi de literatura infantil El Vaixell de Vapor 2019. És professora de llengua i literatura catalanes i autora de llibres de text per a l’educació secundària i per al batxillerat. És col·laboradora de les revistes Cavall Fort i Tatano.

## Premis
- 2015: Premi Cavall Fort de contes.[cal citació]
- 2019: Premi Vaixell de Vapor, amb la novel·la L’extraordinari cas dels objectes apareguts. Cruilla, 2020. ISBN 9788466148559.[3]
- 2024: Premi Cavall Fort de reportatges o articles de divulgació.[4]